# Programmable Peripheral Interface
Een Programmable Peripheral Interface (PPI) is een geïntegreerde schakeling voor de verbinding van randapparatuur met de systeembus van de processor, waardoor het mogelijk wordt joysticks, printers of toetsenborden te bedienen.
Een van de meest gebruikte PPI's in homecomputers van de jaren tachtig was de Intel i8255, die onder meer werd gebruikt in MSX-computers en de Spectravideo SVI-318 en SVI-328.